# Ctenophysis chilensis
Ctenophysis chilensis là một loài nhện trong họ Linyphiidae. Chúng được Alfred Frank Millidge miêu tả năm 1985, và được tìm thấy ở Chile.